# Massa Múzeum
A Massa Múzeum Újmassán, Lillafüred közelében, az őskohó szomszédságában helyezkedik el. A lillafüredi kisvasútnak megállója van mellette, de a 15-ös autóbusszal is megközelíthető. Gépkocsival a Hámori-tó partján, a Bánkút felé haladó útra kell rátérni.

## Története
A Massa Múzeum egyszerű, stílusos kőépülete az őskohó mellett, a Garadna-patak partján áll. Falán az őskohó építtetőjének, Fazola Frigyesnek az emléktábláját helyezték el. A múzeumot 1963-ban alapították, célja és feladata a Diósgyőr-hámori Vasmű történetének, évszázados működésének bemutatása „A diósgyőr-hámori vasmű története (1770–1870)” című állandó kiállítás keretén belül. A magyar vaskohászat történetét bemutató teljes kiállítás Miskolc-Felsőhámorban tekinthető meg, az 1960-ban, még Diósgyőr-Vasgyárban alapított Kohászati Múzeumban.
A múzeum első termében Fazola Henrik 1772-ben, Felső-Hámorban épített vasolvasztójának a makettjét, kohóprofilját lehet megtekinteni, de természetesen bemutatják Fazola Frigyes kohójának, az őskohónak a dokumentumait, írásokat, pecséteket is. Látható az is, hogy milyen nyersvasat használtak és milyen salak képződött a kohóban. A következő teremben öntöttvas termékeket mutatnak be, itt látható például az az öntött üst, amit a lillafüredi tó gátjának építésén dolgozó katonák konyhája számára készítettek, de Fazola Henrik második feleségének, Tecla asszonynak az öntött sírtábláját is bemutatják. Az öntészeti emlékek mellett a vasverő műhely makettje és berendezési tárgyai is megtekinthetők. A következő teremben ismét öntöttvas dísz- és használati tárgyakat helyeztek el, míg a negyedikben a kovácsolás történetét, kéziszerszámokat és ezek kovácsolási technológiáját mutatják be.
Az épület mellett tekinthető meg a rekonstruált, eredetileg faszénnel fűtött, kétlépcsős csonkagúla formájú őskohó. 1979-ben, korabeli dokumentumok alapján felépítettek egy vasverő (kovács-) üzemet, amelyben az eredetileg vízkerékkel hajtott farkaskalapács és más kiegészítő berendezések láthatók. A kalapácsot ma már természetesen elektromos motor hajtja, és a turisták és a látogatók kedvéért alkalmanként beindítják.
A Garadna patak, illetve az út túlsó oldalán egy műszaki skanzen tekinthető meg, ahol valódi, egykor működő, illetve használatban volt kohászati és bányászati gépeket, eszközöket helyeztek el.

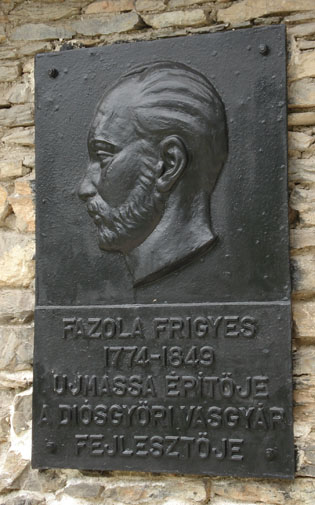
Fazola Frigyes öntöttvas emléktáblája a múzeum falán
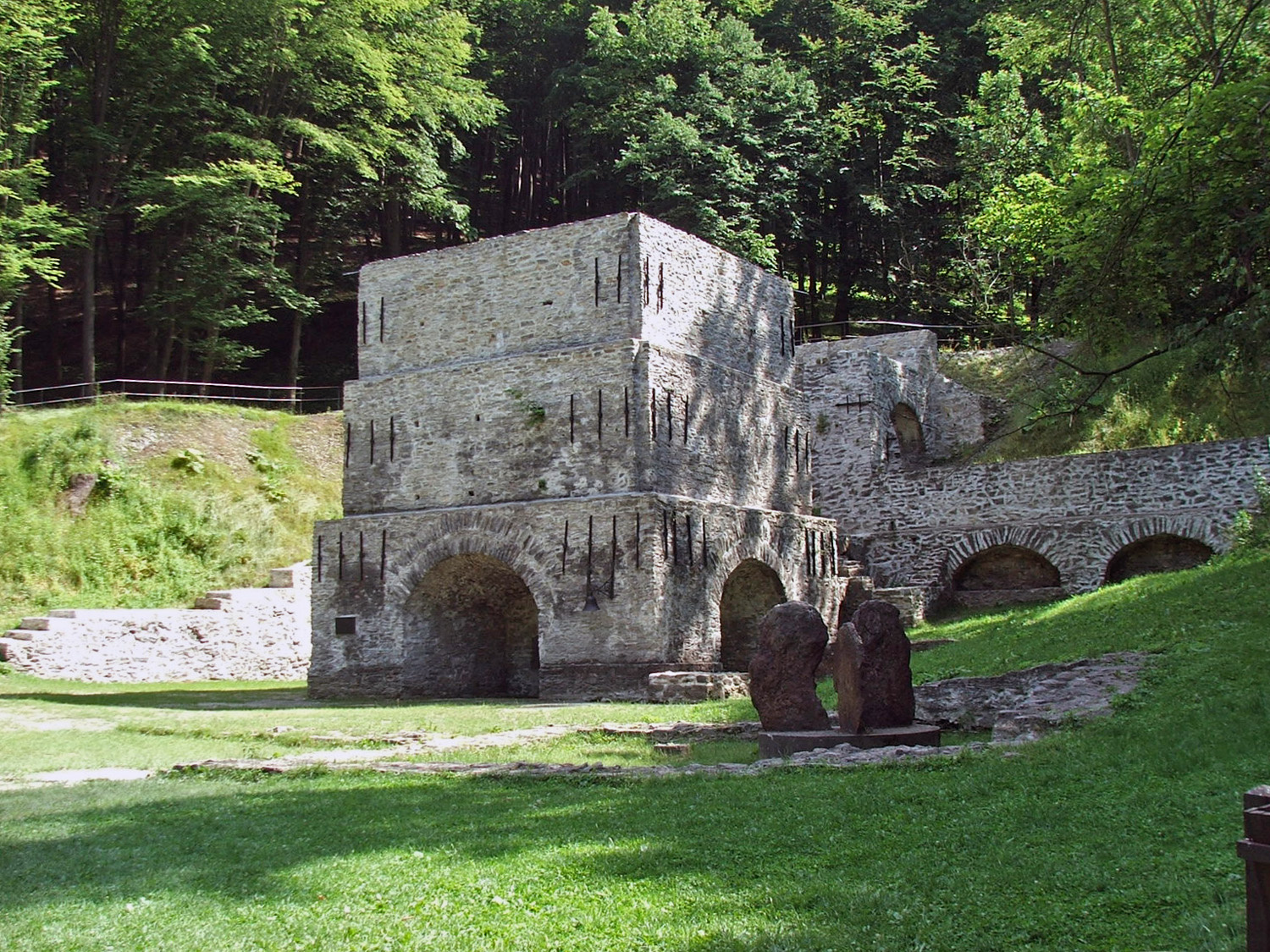
Az újmassai őskohó
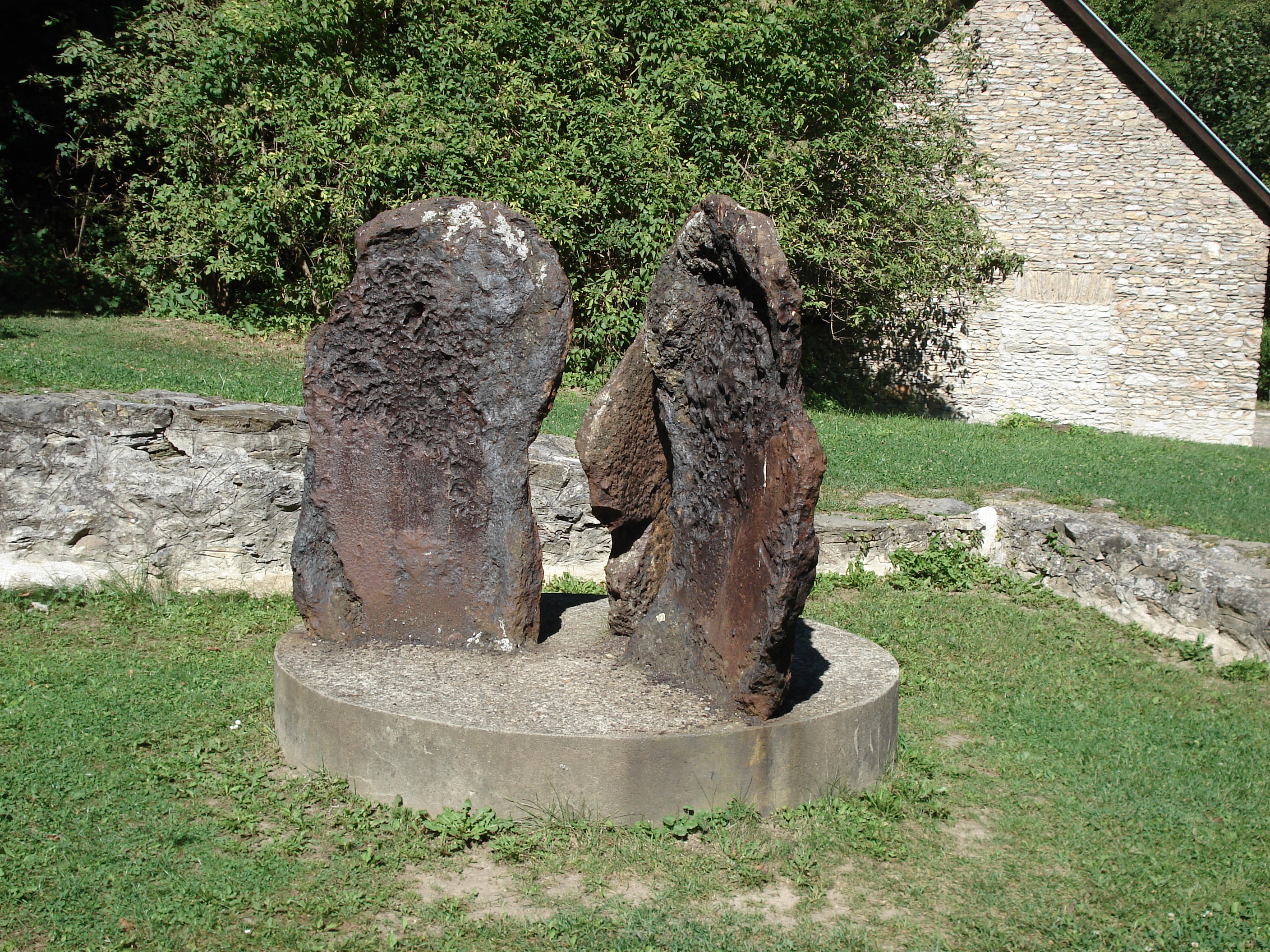
Vastermék az őskohóból
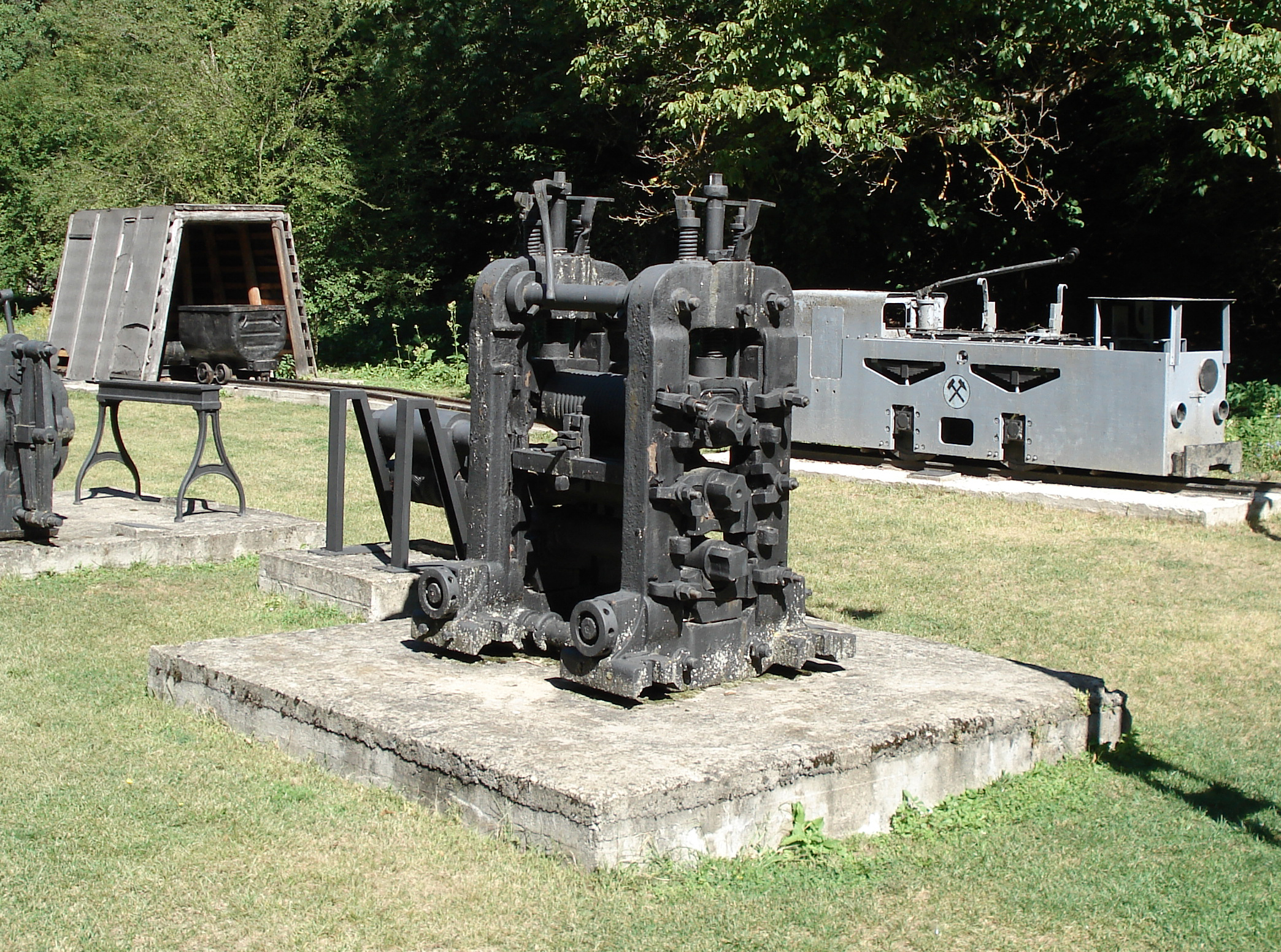
Régi hengerállvány a műszaki skanzenben